# George Stewardson Brady
Pour les articles homonymes, voir Brady.
George Stewardson Brady est un carcinologiste britannique, né le 18 avril 1832 et mort le 25 décembre 1921.
Il enseigne l’histoire naturelle au Muséum Hancock à Newcastle-upon-Tyne. Il étudie les copépodes récoltés lors de plusieurs voyages scientifiques dont celui de l’HMS Challenger et d’autres voyage

## Liste partielle des publications
- 1866 : On new or imperfectly known species of marine Ostracoda. Trans. Zool. Soc. London, v. 5, p. 359-393, Pls. 57-62.
- 1878-1880 : A Monograph of the Free and Semi-parasitic Copepoda of the British Isles[1] (Ray Society, Londres).
- 1880 : Report on the Ostracoda dredged by H. M. S. Challenger, during the years 1873-1876. Rept. Voyage Challenger, Zoology, v. 1, pt. 3, p. 1-184, Pls. 1-44.
- 1897 : Supplementary report on the crustaceans of the group Myodocopa obtained during the "Challenger" Expedition with notes on other new or imperfectly known species. Trans. Zool. Soc. London, v. 14, pt. 3, p. 85-100, Pls. 15-17.
- 1898 : On new or imperfectly known species of Ostracoda chiefy from New Zealand. Trans. Zool. Soc. London, v. 14, p. 429-452, Pls. 43-47.

## Note
1. ↑  Exemplaire numérique sur Internet Archive : volume 1 et volume 2.

## Source
- (en) BEMON